# Arbos Anima
Arbos Anima (アルボスアニマ, Arubosu anima) est un seinen manga de Kachou Hashimoto, prépublié dans le magazine Monthly Comic Ryū depuis 2015 et publié en volumes reliés par l'éditeur Tokuma Shoten depuis juillet 2015. La version française est éditée par Glénat depuis juillet 2016.

## Liste des volumes
| no | Japonais         | Japonais          | Français       | Français          |
| no | Date de sortie   | ISBN              | Date de sortie | ISBN              |
| --- | ---------------- | ----------------- | -------------- | ----------------- |
| 1 | 13 juillet 2015  | 978-4-19-950459-4 | 6 juillet 2016 | 978-2-344-01285-7 |
| Liste des chapitres : - Chapitre 1 : Le voyage du lys - Chapitre 2 : La ruée aux orchidées - Chapitre 3 : Robin des bois vengeur - Chapitre 4 : Venus de Chine - Chapitre 5 : Floraison nocturne                                           |                  |                   |                |                   |
| 2 | 12 décembre 2015 | 978-4-19-950482-2 | 5 octobre 2016 | 978-2-344-01748-7 |
| Liste des chapitres : - Chapitre 6 : Lindsey Ascham, chasseur de plantes - Chapitre 7 : Le parfum du cauchemar - Chapitre 8 : Le banquet des chauve-souris - Chapitre 9 : Souvenirs sous la lune - Chapitre 10 : Sur les traces du père    |                  |                   |                |                   |
| 3 | 13 décembre 2016 | 978-4-19950540-9  | 5 avril 2017   | 978-2-344-01990-0 |
| Liste des chapitres : - Chapitre 11 : Grenade, le pirate - Chapitre 12 : Le condamné - Chapitre 13 : L'île déserte - Chapitre 14 : Plantes grimpantes - Chapitre 15 : Cours, chasseur de plantes !                                         |                  |                   |                |                   |
| 4 |                  |                   | 3 janvier 2018 | 978-2-344-02395-2 |
| Liste des chapitres : - Chapitre 16 : Deux collecteurs - Chapitre 17 : Plus fort que le bonheur - Chapitre 18 : Contre-attaque - Chapitre 19 : Lutte pour la survie - Chapitre 20 : Plante en serre - Chapitre 21 : Leurs origines         |                  |                   |                |                   |
| 5 |                  |                   | 15 mai 2019    | 978-2-344-02396-9 |
| Liste des chapitres : - Chapitre 22 : Amenée par la tempête - Chapitre 23 : Mensonges et détours - Chapitre 24 : Cible mouvante - Chapitre 25 : Un objet de pitié - Chapitre 26 : Robin des Bois brûlés - Chapitre 27 : Retour aux racines |                  |                   |                |                   |

## Réception critique
En France, pour IGN, « le lecteur n'est pas forcément captivé, mais en revanche charmé par une ambiance renforcée d'un trait élégant qui colle parfaitement au propos. La mangaka Kachou Hashimoto se fait plaisir avec les dessins des plantes et des fleurs qui parsèment l'intrigue, mais aussi avec les tenues des personnages ». Selon MCM.fr, « que ce soit au travers de ses décors enchanteurs, ou du caractère complètement dingue de ses personnages, Arbos Anima est une lecture pour le moins rafraîchissante. On se plonge avec plaisir dans cet univers inhabituel au scénario un peu fou, où se mêle humour, passion, sérieux et cupidité ».